# Little Orphan Airedale
Pour les articles homonymes, voir Orphan.
Little Orphan Airedale est un cartoon, réalisé par Chuck Jones et sorti en 1947, qui met en scène Porky Pig.